# 하동 금남사 이색 초상
하동 금남사 이색 초상(牧隱 李穡 先生 影幀)은 대한민국 경상남도 하동군 청암면에 있는, 고려 후기의 충신이자 성리학자인 목은 이색(1328∼1396) 선생의 초상화로, 가로 60cm, 세로 120cm 크기의 엷은 채색화이다. 1983년 8월 6일 경상남도의 유형문화재 제232호 목은 이색 선생 영정으로 지정되었다가, 2018년 12월 20일 현재의 명칭으로 변경되었다.

## 개요
고려 후기의 충신이자 성리학자인 목은 이색(1328∼1396) 선생의 초상화로, 가로 60cm, 세로 120cm 크기의 엷은 채색화이다.
이색은 삼은(三隱) 중 한 사람으로, 14세에 성균시에 합격하였고, 공민왕 16년(1367) 성균관대사성이 되었다. 학문과 불교에 대한 조예가 깊었고 정치에도 큰 발자취를 남겼다.
화폭 왼쪽 윗부분에 조선 태종 4년(1404)에 제작된 이래 영조 42년(1766)에 다시 그렸다는 기록을 적어 두고, 오른쪽 위쪽으로는 선생을 찬양한 글을 기록해 놓았다.
조선 전기의 초상화 기법이 잘 나타난 있는 작품으로, 강원도 원주 용화산 고자암에 보존하고 있던 것을, 광무 10년(1906) 중이리 소재의 경모당으로 옮겼다가 그곳이 하동댐 건설로 수몰됨에 따라 이곳 금남사로 옮겨 보존하고 있다.

## 같이 보기
- 이색

## 참고 문헌
- 하동 금남사 이색 초상 - 국가유산청 국가유산포털